# Натрохальцит
Натрохальци́т (рос. натрохальцит; англ. natrochalcite; нім. Natrochalcit m) — мінерал, основний водний сульфат натрію та міді шаруватої будови.

## Загальний опис
Хімічна формула: NaCu2(OH)2[SO4]2•H2O. Містить (%): Na2O — 8,24; CuO — 42,08; SO3 — 42,51; H2O — 7,17.
Сингонія моноклінна.
Призматичний вид.
Утворює пірамідальні кристали.
Спайність досконала.
Густина 3,48.
Твердість 3,0.
Колір смарагдово-зелений. Розчиняється у воді.
Блиск скляний.
Риса зеленувато-біла.
Знайдений у мідних родов. Чилі (Чукікамата) разом з кренкітом, антлеритом, астраханітом, атакамітом і гіпсом.
Від натро… й грецьк. «халькос» — мідь (Ch. Palache, C.H.Warren, 1908).